# Chuk Lamtempel
Chuk Lamtempel is een Zen-boeddhistische tempel in Fu Yung San Tsuen, Tsuen Wan, Hongkong. De tempel is in 1928 gesticht door bhikkhu Yung Tsau (融秋和尚). In 1932 werd een tempel gebouwd met de naam Boeddhahal en verving het de bamboetempel van 1928.
De tempel bestaat uit: een Tudigongschrijn, een Hal van de Vier Hemelse Koningen, een Skandahal, een Mahavirahal, een Guanyinhal en een Ksitigarbhahal. 

## Nabijgelegen tempels
- Nam Tin Chuktempel
- Tung Lum Nieh Fah Tong